# Metavauxit
Metavauxit ist ein sehr selten vorkommendes Mineral aus der Mineralklasse der „Phosphate, Arsenate und Vanadate“. Es kristallisiert im monoklinen Kristallsystem mit der chemischen Zusammensetzung Fe2+Al2[OH|PO4]2 • 8 H2O und entwickelt prismatische bis nadelige Kristalle, aber auch parallel- bis radialstrahlige Mineral-Aggregate von weißer oder blassgrüner Farbe. Auch farblose Metavauxite sind bekannt.

## Etymologie und Geschichte
Erstmals entdeckt wurde Metavauxit 1927 in der „Siglo Veinte Mine“ (Llallagua Mine) bei Llallagua in Bolivien und beschrieben durch Samuel George Gordon (1897–1953) der als weiteres neues Mineral dieser Fundstätte auch den Vauxit und den Paravauxit beschrieb.

## Klassifikation
In der alten (8. Auflage) und neuen Systematik der Minerale (9. Auflage) nach Strunz gehört der Metavauxit zur Abteilung der „Wasserhaltigen Phosphate mit fremden Anionen“. Seit der neuen Strunz’schen Mineralsystematik ist diese Abteilung allerdings präziser auch nach der Größe der Kationen und dem Verhältnis Hydroxygruppe zu Kationenkomplex unterteilt und das Mineral nun in der Unterabteilung „Mit ausschließlich mittelgroßen Kationen; (OH usw.) : RO4 = 1 : 1 und < 2 : 1“ zu finden, wo er zusammen mit Ferristrunzit, Ferrostrunzit und Strunzit die unbenannte Gruppe „8.DC.25“ bildet.
Die im englischen Sprachraum gebräuchliche Systematik der Minerale nach Dana ordnet den Metavauxit in die Abteilung der „Hydratisierten Phosphate etc., mit Hydroxyl oder Halogen mit (AB)4(XO4)3Zq • x(H2O)“, wo er als einziges Mitglied in der unbenannten Gruppe „42.11.11“ zu finden ist.

## Modifikationen und Varietäten
Die Verbindung Fe2+Al2[OH|PO4]2 • 8 H2O ist dimorph, das heißt, sie kristallisiert neben dem monoklinen Metavauxit noch als trikliner Paravauxit.

## Bildung und Fundorte
Metavauxit bildet sich als Sekundärmineral in der Oxidationszone von Zinn-Adern. Dort tritt es in Paragenese mit Vauxit, Paravauxit, Wavellit und Quarz auf.
Bisher konnte Metavauxit außer an seiner Typlokalität, der „Siglo Veinte Mine“ (Llallagua Mine) bei Llallagua, nur noch in der ebenfalls im Departamento Potosí liegenden „Tazna Mine“ bei Cerro Tazna nachgewiesen werden (Stand: 2009).

## Kristallstruktur
Metavauxit kristallisiert monoklin in der Raumgruppe P21/c (Raumgruppen-Nr. 14) mit den Gitterparametern a = 10,22 Å; b = 9,56 Å; c = 6,94 Å; β = 97,9° sowie zwei Formeleinheiten pro Elementarzelle.